# San Juan de los Terreros
San Juan de los Terreros es una localidad y pedanía española perteneciente al municipio de Pulpí, en la provincia de Almería. Es conocida por sus magníficas playas, las últimas de Andalucía, ya que la pedanía limita al norte con Águilas, primera localidad costera de la Región de Murcia.
En los últimos años las playas de San Juan de los Terreros, que tradicionalmente habían sido un destino turístico comarcal, están experimentando un boom turístico e inmobiliario. En poco tiempo se ha convertido en una localidad eminentemente turística, lo que al mismo tiempo está obligando a acondicionar sus infraestructuras.
Frente a las  costas de San Juan de los Terreros se encuentran dos pequeños islotes de naturaleza volcánica, las islas de Terreros y Negra, que forman el Monumento Natural Isla de Terreros-Isla Negra.
El monumento más característico de la localidad es el castillo de San Juan de los Terreros, construido en 1764 sobre un promontorio desde el que, en días claros, se domina buena parte de los litorales almeriense y murciano.

## Transportes

### Autopistas y carreteras
- AP-7 E-15 Autopista del Mediterráneo, salida Pulpí y San Juan de los Terreros. En un sentido conecta con: Cuevas del Almanzora y Vera. En Vera se une a la A-7 E-15 Autovía del Mediterráneo hacia Almería. En el otro sentido de la AP-7 E-15, hacia la Región de Murcia, con: Águilas, Mazarrón y Cartagena.

- Carretera Nacional N-332. Pasa a ser Carretera Autonómica con denominación A-332. Discurre por la costa y paralela a la AP-7 E-15 Autopista del Mediterráneo. Pasa por la pedanía. En un sentido va hacia Cuevas del Almanzora y Vera. En el otro hacia Águilas en la Región de Murcia. En San Juan de los Terreros sale la carretera provincial AL-7107 hacia Garrucha por la costa.

- Carretera Autonómica A-350. Hacia la AP-7 E-15 Autopista del Mediterráneo, Pulpí y Huércal-Overa.

- Carretera Provincial AL-7107. Hacia Garrucha por la costa.

### Ferrocarril
Dispone de una red de cercanías. La C-2 la une con Pulpí, Lorca, Murcia y con Águilas. En Jaravía en la pedanía de Pilar de Jaravía, cerca de San Juan de los Terreros. La línea de ferrocarril es el ramal Almendricos-Águilas, antiguo ramal de la Línea Lorca-Baza, cerrada de Almendricos a Baza en 1985.